# Palm Muting
Palm Muting (oder auch Palm Mute) bezeichnet eine Spieltechnik der Anschlagshand beim Gitarrenspiel. Es stellt eine Unterform des Dämpfens (englisch muting) dar. Hierbei werden die Saiten des Instruments mit dem Handballen der Anschlaghand abgedämpft. Dazu wird dieser nahe am Steg über die gewünschten Saiten gelegt. Die bespielten Saiten werden so am freien Schwingen gehindert, wodurch ein kürzerer, perkussiver Klang erzeugt wird. Man bezeichnet diese Technik in Anlehnung an das Zupfen von Streichinstrumenten auch als Pizzicato.
Man kann durch das Verändern des Auflagebereichs den Klangeffekt variieren. Liegt die Hand nahe oder auf dem Steg, bewirkt dies eine geringere Dämpfung und die Saiten können länger schwingen, so dass der Ton länger hörbar ist. Je weiter die Hand vom Steg weg verschoben wird, desto höher ist der Dämpfungsgrad und der Ton wird kürzer und ergibt einen perkussiven Effekt. Palm Mute wird häufig in Metal- und Rocksongs verwendet, aber auch bei der klassischen Gitarre, um ungewöhnliche Soundeffekte zu erzeugen.
Die Technik ist auch bei Westerngitarren nicht unüblich (eingesetzt zum Beispiel von Neil Young, Massey Hall 1971).